# Ptychohyla macrotympanum
Ptychohyla macrotympanum là một loài ếch trong họ Nhái bén.
Nó được tìm thấy ở Guatemala và có thể cả México.
Các môi trường sống tự nhiên của chúng là các khu rừng khô nhiệt đới hoặc cận nhiệt đới, sông, và các khu rừng trước đây bị suy thoái nặng nề. Loài này đang bị đe dọa do mất môi trường sống.